# Kunigunde von Orlamünde

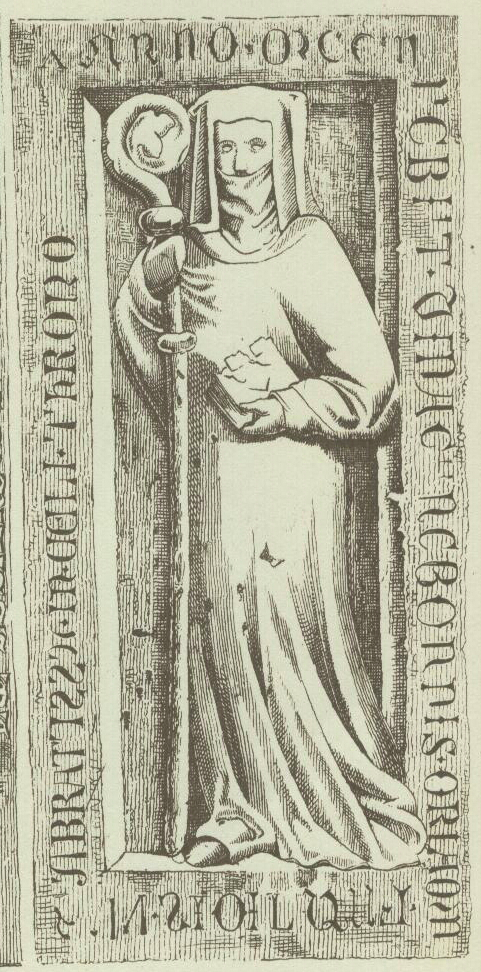
Epitaph der Kunigunde

Gräfin Kunigunde von Orlamünde (* um 1303; † 1382 in Großgründlach) war eine deutsche Nonne, Begründerin des Klosters Himmelthron und dessen erste Äbtissin. Der Sage nach ist sie die historische Vorlage der Weißen Frau der Hohenzollern. 

## Leben

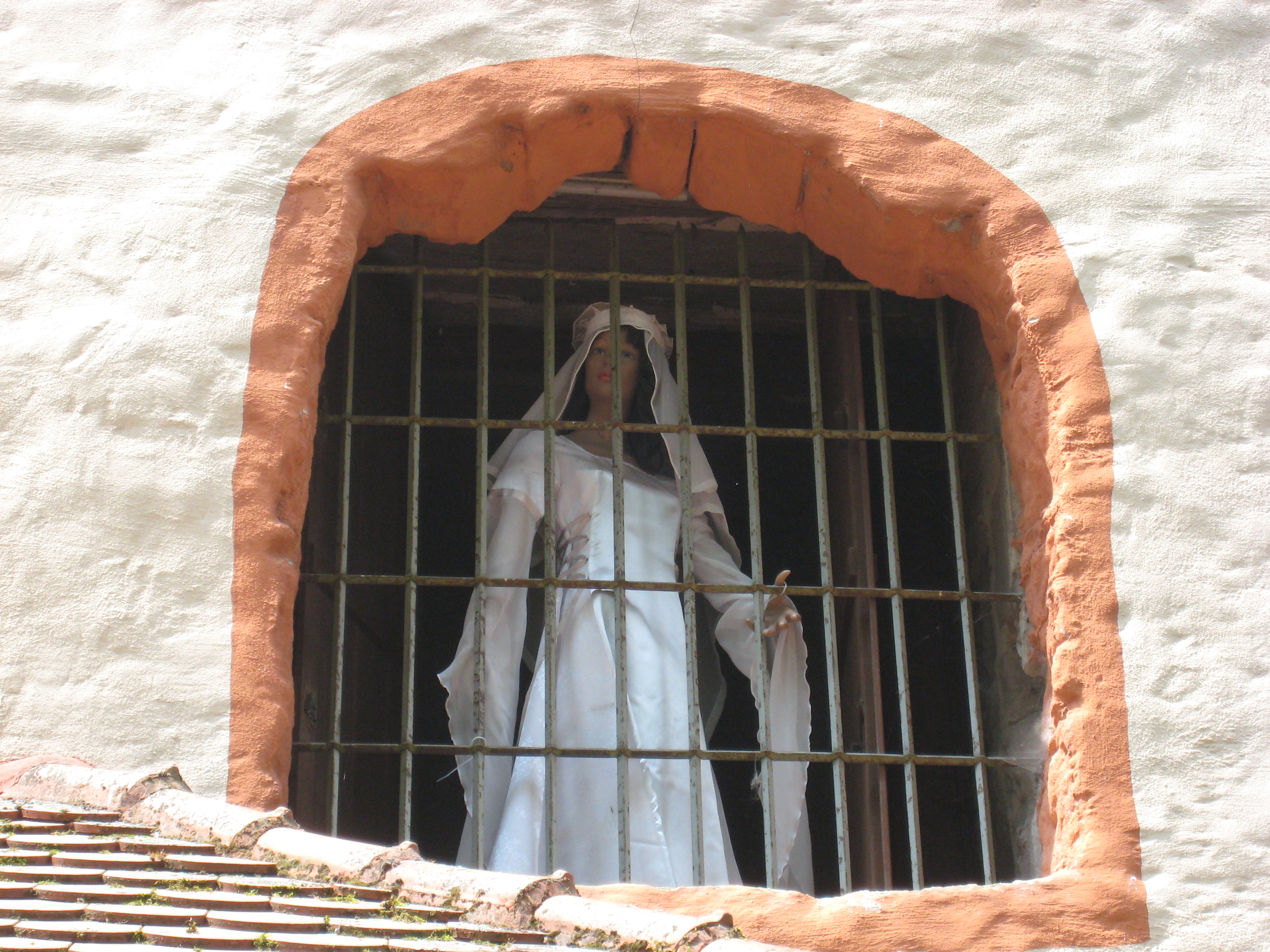
Sage von der Weißen Frau auf Burg Orlamünde

Sie stammte als Tochter Ulrichs I. aus dem Haus der Landgrafen von Leuchtenberg und heiratete 1321 den Orlamünder Grafen Otto VI.
Der Sage nach hatte sie sich in Albrecht den Schönen, Sohn des Nürnberger Burggrafen Friedrich IV., verliebt. Dieser ließ verbreiten, er würde sie heiraten, wenn nicht vier Augen im Wege stünden. Damit waren seine Eltern gemeint, die eine solche Verbindung ablehnten. Kunigunde missverstand jedoch die Nachricht und bezog sie auf ihre zwei Kinder, ein Mädchen von zwei und einen Jungen von drei Jahren. Sie stach den Kindern mit einer Nadel in den Kopf und tötete sie.
Albrecht sagte sich daraufhin von ihr los. Kunigunde unternahm eine Pilgerfahrt nach Rom und erlangte vom Papst die Vergebung ihrer Sünde, mit der Auflage, ein Kloster zu stiften und dort einzutreten. Zur Buße rutschte sie auf den Knien von der Plassenburg in das Tal von Berneck und gründete das Kloster Himmelkron. In einer Variante der Sage wurde sie zu lebenslangem Gefängnis verurteilt. Die beiden Kinder und ihre Mörderin wurden im Kloster begraben.
Julius von Minutoli findet diese Geschichte bei den Chronisten Kaspar Brusch, Enoch Widmann, Martin Hofmann, Lazarus Carl von Wölkern und Gotthilf Friedemann Löber im Wesentlichen übereinstimmend erzählt. Eine ähnliche Schilderung des Kindermordes gibt die gereimte Klosterchronik des Melkendorfer Pfarrers Johann Löer von 1559 wieder. 
Nach den Untersuchungen von Minutolis hat die Sage keinerlei Grundlage, vor allem, weil Kunigunde und Otto kinderlos starben. Sie hatten eine Verwandte, Podika von Schaumberg, an Kindes statt angenommen. Die zwischen dem Nürnberger Burggrafen Johann und Otto von Orlamünde 1337 vereinbarte Erbverbrüderung sah Folgendes vor: Otto hatte auf die Plassenburg bereits ein Darlehen von 4000 Pfund Heller erhalten. Wenn er ohne männliche Erben stürbe, fiele die Plassenburg an Nürnberg gegen Zahlung von weiteren 3000 Pfund Heller an die Witwe. Wenn er Söhne hinterließ, behielte sie die Plassenburg gegen Rückzahlung des Darlehens und Hinterlegen von 3000 Pfund Heller. Wenn er Töchter hinterließ, würden diese vom Nürnberger Burggrafen in Schutz genommen und ausgestattet werden.
Als Otto 1340 starb, wurde gemäß dieser Erbregelung 3000 Pfund Heller an die Witwe gezahlt, die Pflegetochter Podika von Schaumberg wurde 1341 bei der Heirat mit dem Ritter Poske Schweritz mit 1500 Schock Groschen ausgestattet.
Kunigunde kaufte von Johann und Albrecht dem Schönen für 5000 Pfund Heller Schloss und Dorf Gründlach und errichtete dort das Kloster Himmelthron. An der Klostergründung war auch Konrad Groß aus einer reichen Nürnberger Ratsfamilie beteiligt. 
In dem Kaufvertrag von 1342 wird sie als „unsere liebe Muhme, Frau Kunigunde“ angesprochen, eine bei Kindsmörderinnen eher unübliche Anrede.
Die übrigen Einkünfte aus dem Erbe ließ sie dem Kloster Himmelthron zukommen, in das sie später eintrat und als dessen Äbtissin sie starb. Auch die ewige Seelenmessen, die sie 1343 für 5000 Pfund Heller bestellte, macht eine büßende Kindsmörderin ganz unwahrscheinlich, da sie lediglich für ihre Eltern, ihren Mann und für sich Messen bestellte.

## Moderne Rezeption
Die Band Silverlane hat 2010 auf ihrem Album Above The Others die Sage in Form von vier zusammenhängenden Musikstücken, The White Lady Part I bis IV, vertont.